# Pseudoclithria
Pseudoclithria is een geslacht van kevers uit de familie bladsprietkevers (Scarabaeidae). Het geslacht werd voor het eerst wetenschappelijk beschreven in 1886 door Van de Poll.